# Дарул Макмур (стадіон)
Стадіон «Дарул Макмур» (малай. Stadium Darul Makmur) — багатоцільовий стадіон, розташований у Куантані, штат Паханг, Малайзія, місткістю 41 895 осіб.. В основному використовується для проведення футбольних матчів, хоча на стадіоні, крім футбольного поля, є бігова доріжка. Є домашньою ареною футбольного клубу «Паханг».

## Історія
Стадіон був відкритий в 1970 році. Його місткість була збільшена після реконструкції в 1995 році в зв'язку з прийнятям Куантаном ігор Сукма в 1996 і 2012 роках. Також на стадіоні проходили ігри молодіжного чемпіонату світу з футболу 1997 року.